# 2024年の猛暑 (日本)
2024年の猛暑（2024ねんのもうしょ）とは、2024年の夏に日本の広範囲を襲った記録的な猛暑である。15地点による夏（6 - 8月）の平均気温偏差は+1.76℃となり、1898年の統計開始以降、前年の2023年と並んで日本の観測史上最も暑い夏となった。
前年の猛暑と大きく異なる点は、南西諸島でも観測史上最高値を記録していることであり、平年差+0.9℃と南西諸島では近年稀に見る記録的猛暑であった。北日本を除く地域で観測史上最高値を叩き出しており、全国的に見てもかなり厳しい夏であった。とりわけ7月19日には、那覇で最高気温36.0℃を観測しており、1890年の統計開始以降最も高い気温となった。8月11日には猛暑日が極めて稀である銚子市で最高気温35.9℃を記録し、1887年の統計開始以降最も高温を記録した。また、6月から9月の猛暑日の地点数の累計は10,273地点となり、比較可能な2010年以降最多となった。ただし6月上旬は平年を下回った。

## 概況

### 6月
上旬までは東日本・西日本を中心に冷涼な高気圧に覆われることが多かったため、全国的に見ても平均気温は平年並みかそれ以下となったところが多かった。しかし、中旬に入ると南西諸島を除いて暖かい空気に覆われやすく、なおかつ低気圧が中国東北区からサハリン付近を通過することが多くなり、北日本を中心に暖かい空気に覆われることが多くなったため、中旬の平均気温は北日本を中心にかなり高くなった。特に北日本の旬平均気温平年差は+3.5℃となり、統計開始以降最も高い値となった。下旬になると南西諸島も太平洋高気圧に覆われることが多くなり、旬平均気温平年差が+1.3℃と統計開始以降最も高くなった。なお、梅雨入りは全国的にかなり遅かった。とりわけ関東地方と東海地方の梅雨入りは6月21日となり、それぞれ平年が6月6日と6月7日のため、平年より2週間以上遅い梅雨入りとなった。

### 7月
上旬は6月に引き続き太平洋高気圧に覆われることが多くなり、さらに梅雨前線に向かって南から暖かい空気が流れ込み、全国的に平均気温がかなり高くなった。特に7月7日には静岡県静岡市で40.0℃を観測した他、全国の244地点で猛暑日を観測するなど、極めて厳しい暑さとなった。平年差が東日本で+3.3℃、西日本で+2.9℃、南西諸島で+1.4℃となり、統計開始以降最も高くなった。中旬に入ると梅雨前線が東日本・西日本に停滞したため、それらの地域では平年並みとなったものの、北日本は移動性高気圧に、南西諸島は太平洋高気圧に覆われていたため、平均気温がかなり高かった。南西諸島においては平年差+1.8℃となり、6月下旬から3旬連続で観測史上最も高くなった。下旬になると東日本太平洋側と西日本は太平洋高気圧に覆われて日射が強くなったため、全国的に気温がかなり高くなった。また、7月29日には栃木県佐野市で歴代3位タイとなる最高気温41.0℃を観測した。

### 8月
北日本では低気圧や前線に向かって暖かい空気に覆われやすく、東日本・西日本・南西諸島では西日本を中心に太平洋高気圧の影響で、暖かい空気に覆われると共に晴れて日差しの強い日があった。そのため、各地で記録的猛暑となり、月平均気温は1か月を通して高い状態が続いた。特に40℃を超える日もいくつかあり、8月9日に三重県桑名市で40.4℃、8月16日には岐阜県美濃市で40.0℃を観測するなど、極めて厳しい暑い日も多かった。8月11日には猛暑日が極めて稀の銚子市で35.9℃を記録した。

### 9月
上旬は全国的に暖かい空気に覆われることが多かったため、東日本・西日本・南西諸島でかなり高く、北日本で高かった。さらに晴れて強い日射の影響を受けたこともあり、猛暑日となった地点が多くなった。中旬も高温傾向は持続し、猛暑日の発生頻度は高い状態が続いた。特に20日には静岡市で39.2度を観測するなど、日最高気温の9月の記録を更新する地点が多発した。21日を最後に猛暑日は観測されなくなり、24日や25日は涼しい空気に覆われたが、26日から27日にかけて西日本で暑さがぶり返し、四国や九州を中心に真夏日となった地点は多くなった。結果的に9月全体では1946年の統計開始以降、東日本と西日本では9月として1位、南西諸島では1位タイの高温となり、さらに全国153の気象台等のうち91地点で、月平均気温が9月として歴代1位の高温となった。また、日本の平均気温偏差では+2.52℃となり、前年の+2.62℃に次いで観測史上2番目に暑い9月となった。

### 10月
9月後半は東日本以東では涼しい空気に覆われることが多かったが、10月に入ると北日本を中心に暖かい空気に覆われやすく、北日本では気温がかなり高く、東日本・西日本・南西諸島では気温が高くなった。特に2日は顕著な高温となり、神奈川県小田原市や東京都八王子市で10月としての最高気温を更新したほか、宮城県仙台市では10月として初めての真夏日となった。中旬も引き続き日本列島は暖かい空気に覆われることが多く、愛知県名古屋市や岐阜県岐阜市、熊本県水俣市や福岡県福岡市などの西日本を中心に真夏日の最晩記録を更新した地点が多かった。また、東日本でも度々25℃以上の夏日を観測した。中旬の旬平均気温平年差は東日本で+2.9℃、西日本で+3.1℃となり、いずれも1946年の統計開始以降、10月中旬として1位の高温となった。10月全体としての平均気温偏差は+2.21℃となり、1998年の+1.28℃を大幅に上回り観測史上最も暑い10月となった。

## 原因
気象庁の9月2日時点での分析によると、7月以降の顕著な高温の要因は、日本付近で亜熱帯ジェット気流が持続的に北に蛇行し、西日本を中心に対流圏の上層まで伸びる背の高い暖かな高気圧に覆われ続けた事もあり、この影響で7月の日本の南で太平洋高気圧が持続的に強く、西日本に張り出した。その要因として、インド洋北部で積雲対流活動が活発だった影響が考えられる。高気圧圏内で日射が強まったほか、下降気流の影響で気温が上昇し、日本近海の海面水温が顕著に高かった。長期的な地球温暖化に加え、春まで続いた規模の大きいエルニーニョ現象等の影響で、北半球中緯度の気温が顕著に高かったという。

## 記録

### 月平均気温（30.0℃以上、南西諸島は気象官署のみ）
- 30.7℃ - 広島県広島市中区（8月）、沖縄県石垣市（7月）
- 30.6℃ - 大阪府八尾市（8月）、香川県高松市（8月）、熊本県熊本市中央区（8月）、沖縄県久米島町（7月）
- 30.5℃ - 福岡県福岡市中央区（8月）、同久留米市（8月）、鹿児島県鹿児島市（8月）、沖縄県那覇市（7月）
- 30.4℃ - 大阪府大阪市中央区（8月）、佐賀県佐賀市（8月）、長崎県島原市（8月）
- 30.2℃ - 岐阜県岐阜市（8月）、愛知県名古屋市千種区（8月）、三重県桑名市（8月）、大阪府堺市堺区（8月）、兵庫県神戸市中央区（8月）、広島県大竹市（8月）、香川県多度津町（8月）、熊本県玉名市岱明（8月）、沖縄県那覇市（8月）
- 30.1℃ - 京都府京都市中京区（8月）、和歌山県和歌山市（8月）、広島県呉市（8月）、徳島県徳島市（8月）、福岡県福岡市博多区（8月）、長崎県佐世保市（8月）、沖縄県名護市（7、8月）、同南大東村（7月）、同与那国町（7月）
- 30.0℃ - 岐阜県大垣市（8月）、大阪府枚方市（8月）、同豊中市（8月）、福岡県太宰府市（8月）、長崎県大村市（8月）、鹿児島県和泊町沖永良部（7月）、沖縄県久米島町（8月）、同宮古島市（7月）、同石垣市（8月）、同竹富町西表島（7月）

### 猛暑日連続日数（25日以上）
- 40日 - 福岡県太宰府市
- 34日 - 福岡県久留米市
- 31日 - 兵庫県淡路市郡家
- 28日 - 熊本県熊本市中央区、大分県日田市
- 27日 - 熊本県甲佐町
- 25日 - 岐阜県多治見市、愛知県名古屋市千種区、同豊田市、同大府市、同岡崎市、三重県桑名市、兵庫県福崎町、岡山県岡山市北区、香川県三豊市財田、同綾川町滝宮、佐賀県佐賀市

### 猛暑日年間日数（47日以上）
- 62日 - 福岡県太宰府市
- 57日 - 大分県日田市
- 56日 - 兵庫県福崎町
- 55日 - 愛知県豊田市
- 54日 - 京都府京都市中京区、広島県府中市、福岡県久留米市
- 53日 - 京都府京田辺市、熊本県甲佐町
- 51日 - 岐阜県多治見市、大阪府枚方市、同八尾市、熊本県熊本市中央区
- 50日 - 群馬県桐生市、埼玉県鳩山町、岐阜県大垣市、岡山県高梁市、広島県安芸太田町加計、高知県四万十市江川崎、長崎県島原市
- 49日 - 福岡県朝倉市
- 48日 - 兵庫県淡路市郡家、香川県高松市
- 47日 - 岐阜県美濃市、愛知県名古屋市千種区、京都府福知山市、大阪府豊中市、奈良県奈良市、岡山県岡山市北区、広島県大竹市、山口県山口市、同岩国市広瀬、佐賀県佐賀市

## 影響

### 熱中症
- この猛暑により、熱中症で亡くなった人は1000人以上に達し、5月から9月までに病院に搬送された人は9万7578人、搬送直後に死亡が確認された人は120人に上った。いずれも統計を始めた2008年以降最多。搬送された人の57.4%が高齢者であった[13]。
- 兵庫県西宮市の阪神甲子園球場では、全国高等学校野球選手権大会に参加していた56人の選手が、熱中症とみられる症状を訴えていた[14]。